# Tommy Troelsen
Tommy Troelsen (Nykøbing Mors, 10 luglio 1940 – 9 marzo 2021) è stato un calciatore e conduttore televisivo danese, di ruolo attaccante.

## Biografia
Con la sua nazionale vinse la medaglia d'argento alle Olimpiadi di Roma del 1960. Dopo il ritiro presentò diverse trasmissioni sportive per emittenti del suo Paese. Troelsen è morto nel 2021 dopo una lunga malattia.

## Palmarès

### Club

#### Competizioni nazionali
- Campionato danese: 1

Vejle: 1958
- Coppa di Danimarca: 2

Vejle: 1958, 1959